# Frances Northcutt
Frances "Poppy" Northcutt (Many, Luisiana, EUA, 10 de augusto 1943) é uma advogada Texana que começou sua carreira como "computadora" e depois como engenheira na equipe técnica do Programa Apollo da NASA na epoca da corrida espacial. Durante a missão Apollo 8, ela tornou-se a primeira mulher engenheira que trabalhou no Centro de Controle de Missão da NASA.
Mais tarde na carreira dela, Northcutt tornou-se advogada especializada nos direitos da mulher. No começo da década dos 1970, ela foi membro do conselho nacional de diretores da National Organization for Women (NOW). Mais recentemente, trabalha e é também voluntária em várias organizações em Houston que defendem os direitos ao aborto, como a mesma NOW